# Bitva u Levunia
Bitva u Levunia, která proběhla 29. dubna 1091, je jedním z nejdůležitějších vojenských střetnutí 11. století. Byzantský císař Alexios I. Komnenos v něm společně s Kumány a dalšími spojenci nečekaným útokem zaskočil a zničil hlavní síly kmenového svazu Pečeněhů, čímž ukončil jejich invazi do Byzance a přilehlých území. Pečeněhové se z porážky, při níž byla prakticky vyhlazena jejich vojenská elita i s celými svými rodinami (s bojovníky táhly i jejich ženy a děti), už nikdy nevzpamatovali a po další porážce u Bernoe v roce 1122 jejich svaz definitivně zanikl. Bitva byla zároveň prvním velkým vítězstvím nového císaře, upevnila jeho moc a renomé a potvrdila návrat byzantské říše do pozice velmoci.